# Hermanas Dominicas del Santisimo Nombre de Jesús
La Congregación de Hermanas Dominicas del Santísimo Nombre de Jesús es un Instituto de Vida Consagrada fundado por Elmina Paz de Gallo en religión Sor María Dominga del Santísimo Sacramento, y por Fray Ángel María Boisdron O.P., el 17 de junio de 1887, en San Miguel de Tucumán. La Congregación fue afiliada a la Orden dominicana el 4 de julio de 1888, y aprobada definitivamente como Congregación religiosa de Derecho pontificio el 7 de septiembre de 1910.

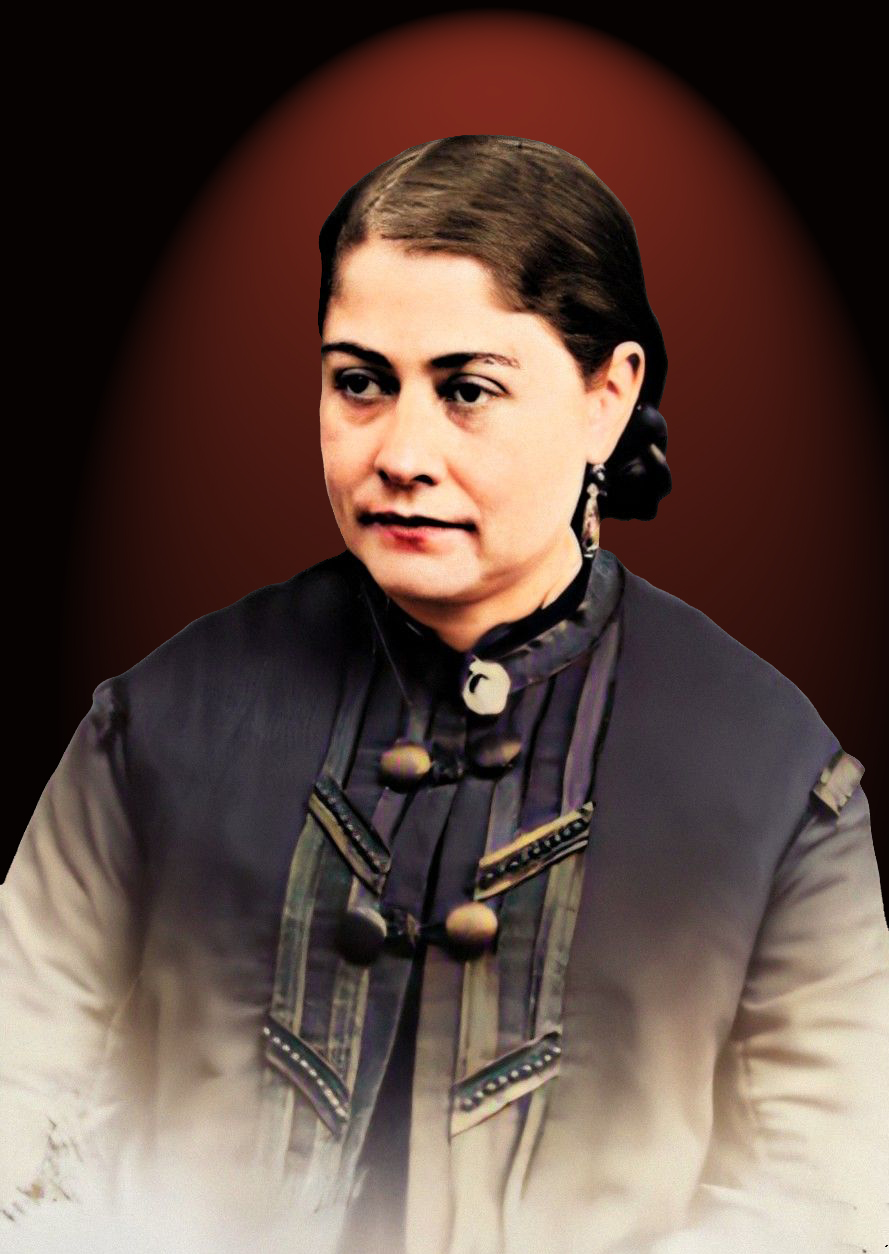
Elmina Paz

## Historia

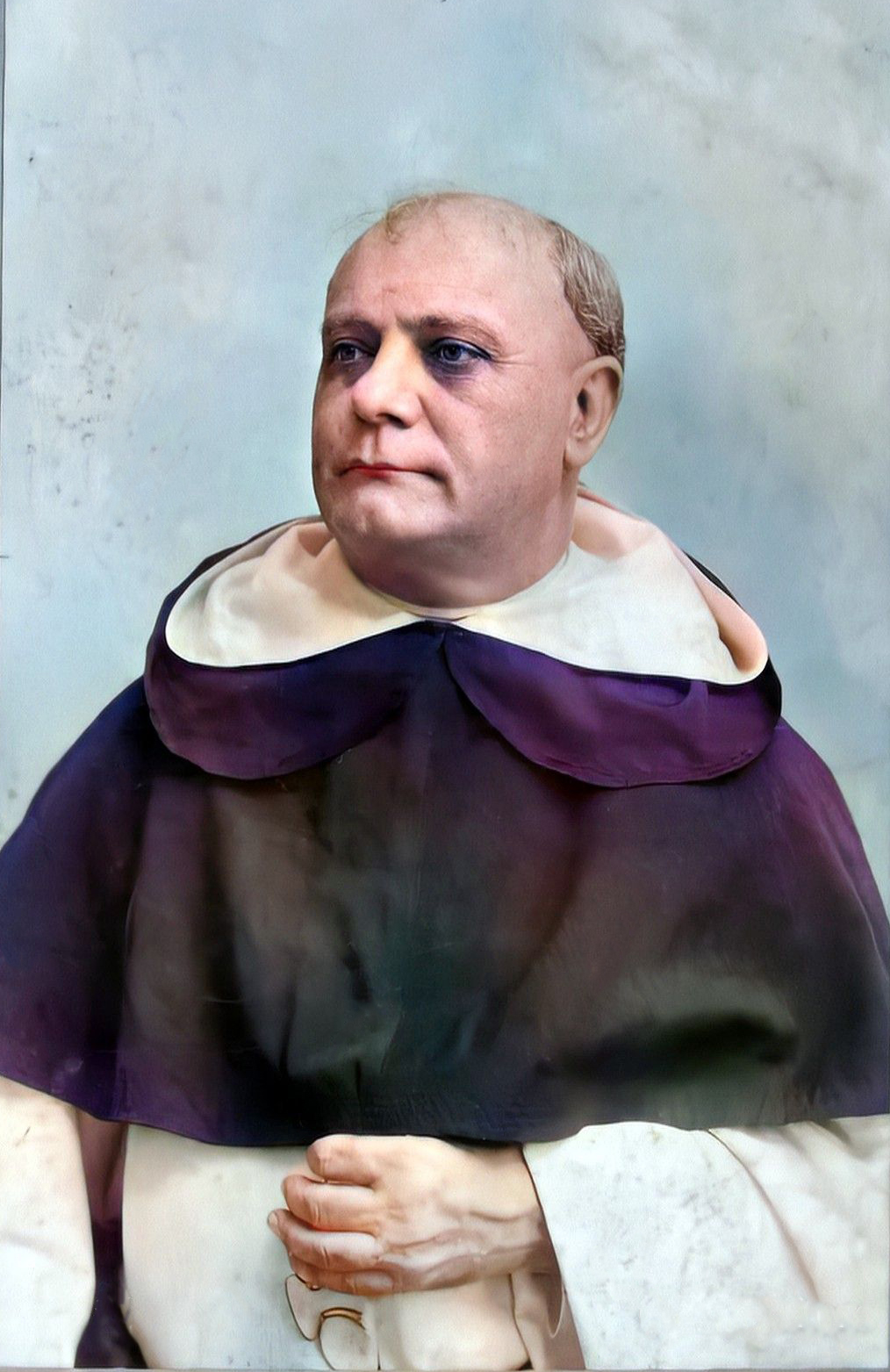
Fr. Angel Maria Boisdron

Ante los estragos que ocasionó en la ciudad de Tucumán la epidemia de cólera de 1886, Elmina Paz de Gallo, junto a un grupo de colaboradores y animada por Fr. Ángel María Boisdron O.P., por entonces Prior del Convento de Santo Domingo de Tucumán, toman la iniciativa de fundar el Asilo para huérfanos, antecedente de la fundación de la Congregación.
Cuando Elmina Paz de Gallo dio inicio a su obra, transformando su vivienda en asilo, el 28 de diciembre de 1886, respondió desde su compasión, más allá de lo esperado: “No sólo con mi dinero, sino con mi vida toda, yo los cuidaré, mi casa será la de ellos”, éstas fueron las palabras que dirigió a Fr. Ángel María Boisdron expresando el deseo más profundo de su corazón.

## Carisma
La Congregación sigue el carisma fundacional de Elmina, acogido y vivido por sus compañeras, que manifiestan su deseo de consagración para “servir a Dios fuente de toda caridad y al prójimo en sus dolencias y miserias”, encarnando el carisma de compasión y predicación, inspirándose en la tradición dominicana. Asumir la espiritualidad dominicana significó para la Congregación, desde sus orígenes, abrirse a la experiencia de un proyecto de búsqueda de la verdad y vivencia de la compasión, que las fue conduciendo a distintos lugares de predicación. Si bien la Congregación surge como respuesta a un contexto histórico determinado, ya en 1890 con el propósito de la redacción de las Constituciones propias de la Congregación Elmina Paz de Gallo escribía a Fr. Ángel María Boisdron, en estos términos: “Además de nuestra misión con los huérfanos y escuelas pobres, puede usted aumentar las cosas que le parezcan convenientes podríamos hacer en otro tiempo para dar más gloria a Nuestro Señor”'.

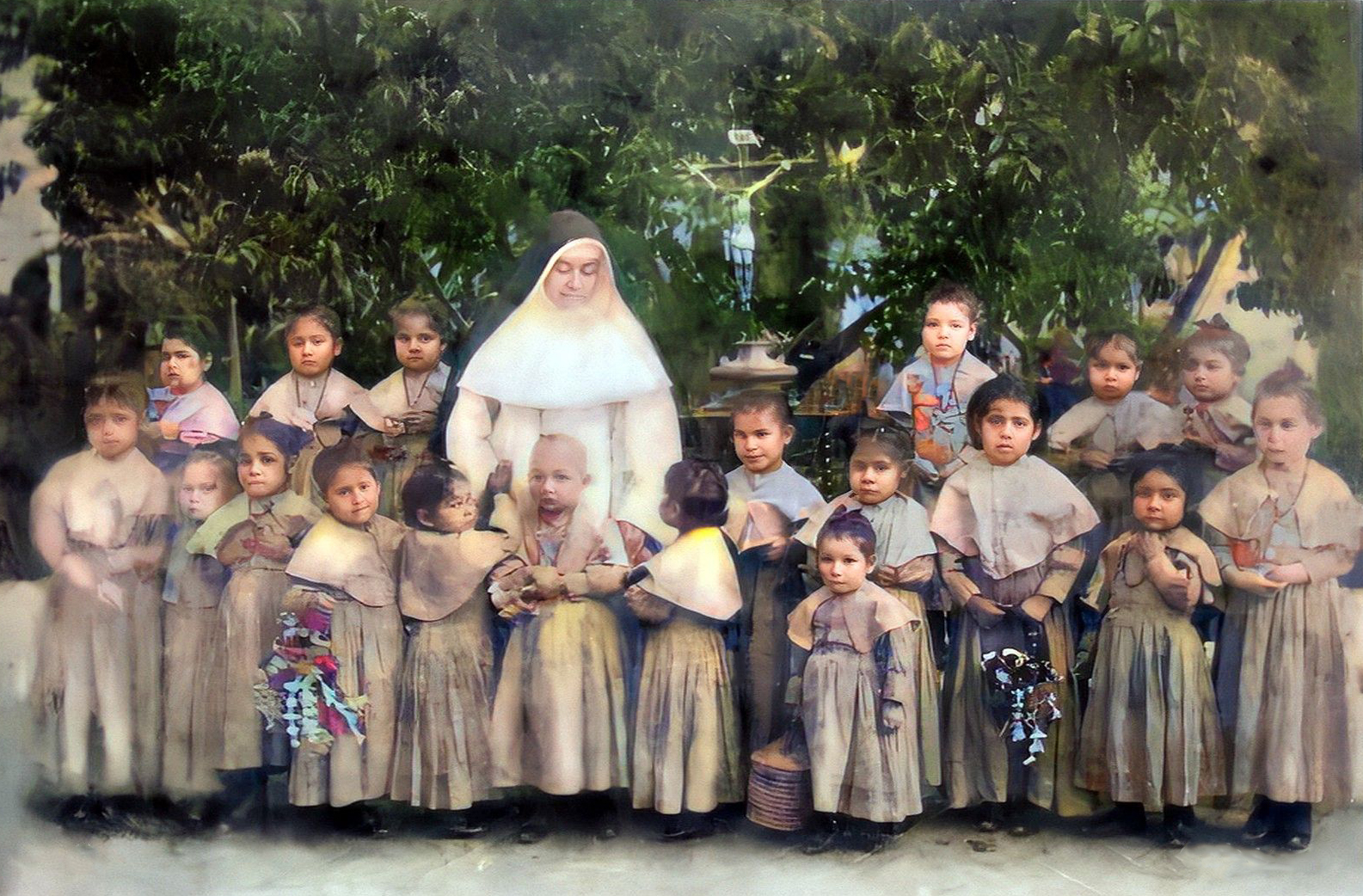
Primer grupo de huérfanos junto a Madre Elmina Paz Gallo

## Misión
La Congregación continuó ampliando su respuesta a los diferentes llamados de la realidad, diversificando su misión evangelizadora, abriendo nuevos hogares y escuelas, acogiendo nuevas formas de orfandad y las dolencias de la humanidad. De este modo la Congregación busca ser fiel a la tradición espiritual de Santo Domingo de Guzmán, que supo responder a las necesidades de su tiempo para “consagrarse a la predicación de la Palabra de Dios, anunciando por el mundo el Nombre de Nuestro Señor Jesucristo”.
Los espacios, donde se despliega la predicación evangelizadora es en la educación, el trabajo con los jóvenes, en las periferias y en diferentes espacios de estudio e investigación.